# Whittleia
Whittleia is een geslacht van vlinders van de familie van de zakjesdragers (Psychidae). De wetenschappelijke naam van dit geslacht is voor het eerst voorgesteld door James William Tutt in een publicatie uit 1900. De soorten binnen dit geslacht komen in het Palearctisch gebied voor.

## Soorten
- Whittleia moskvensis (Solyanikov, 2001)[1]
- Whittleia retiella (Newman, 1847) - kustzakdrager[2]
- Whittleia schwingenschussi (Rebel, 1910)
- Whittleia undulella (Fischer von Röslerstamm, 1837)